# فالتوتوبيون (سيرري)
فالتوتوبيون (Βαλτοτόπιον) هي مدينة في سيرري في مقاطعة فوريا إلادا في اليونان.
يبلغ عدد سكانها حوالي 986   نسمة.